# Atienza
Atienza es un municipio y localidad española de la provincia de Guadalajara, en la comunidad autónoma de Castilla-La Mancha. Cuenta con una población de 422 habitantes (INE 2024). La localidad, que tiene el título de villa y que gozó de una notable importancia durante la Edad Media, experimentó un declive a partir del siglo XV.

## Geografía

### Situación
Localidad del norte de la provincia de Guadalajara, en la comunidad autónoma de Castilla-La Mancha. Atienza pertenece la comarca de la Serranía de Guadalajara, una de las cuatro en que está dividida la provincia. Se trata del cuarto municipio más poblado de esta comarca tras Sigüenza, Jadraque y Cogolludo.

### Clima
Atienza tiene un clima mediterráneo Csa (templado con verano seco y caluroso) en la frontera con un clima Csb (templado con verano seco y templado) según la clasificación climática de Köppen.
| Parámetros climáticos promedio de Atienza en el periodo 1962-2001 | Parámetros climáticos promedio de Atienza en el periodo 1962-2001 | Parámetros climáticos promedio de Atienza en el periodo 1962-2001 | Parámetros climáticos promedio de Atienza en el periodo 1962-2001 | Parámetros climáticos promedio de Atienza en el periodo 1962-2001 | Parámetros climáticos promedio de Atienza en el periodo 1962-2001 | Parámetros climáticos promedio de Atienza en el periodo 1962-2001 | Parámetros climáticos promedio de Atienza en el periodo 1962-2001 | Parámetros climáticos promedio de Atienza en el periodo 1962-2001 | Parámetros climáticos promedio de Atienza en el periodo 1962-2001 | Parámetros climáticos promedio de Atienza en el periodo 1962-2001 | Parámetros climáticos promedio de Atienza en el periodo 1962-2001 | Parámetros climáticos promedio de Atienza en el periodo 1962-2001 | Parámetros climáticos promedio de Atienza en el periodo 1962-2001 |
| Mes | Ene.                                                              | Feb.                                                              | Mar.                                                              | Abr.                                                              | May.                                                              | Jun.                                                              | Jul.                                                              | Ago.                                                              | Sep.                                                              | Oct.                                                              | Nov.                                                              | Dic.                                                              | Anual                                                             |
| --- | ----------------------------------------------------------------- | ----------------------------------------------------------------- | ----------------------------------------------------------------- | ----------------------------------------------------------------- | ----------------------------------------------------------------- | ----------------------------------------------------------------- | ----------------------------------------------------------------- | ----------------------------------------------------------------- | ----------------------------------------------------------------- | ----------------------------------------------------------------- | ----------------------------------------------------------------- | ----------------------------------------------------------------- | ----------------------------------------------------------------- |
| Temp. media (°C) | 3.1                                                               | 4.5                                                               | 7.1                                                               | 8.8                                                               | 13.1                                                              | 18.2                                                              | 22.5                                                              | 22.4                                                              | 18.4                                                              | 12.4                                                              | 6.8                                                               | 3.8                                                               | 11.7                                                              |
| Precipitación total (mm) | 62.9                                                              | 50.9                                                              | 43.8                                                              | 63.8                                                              | 67.1                                                              | 54.2                                                              | 24.6                                                              | 19.7                                                              | 46.8                                                              | 57.2                                                              | 76.6                                                              | 65.4                                                              | 633.1                                                             |
| Fuente: Ministerio de Agricultura, Alimentación y Medio Ambiente. Datos de precipitación para el período 1962-2001 y de temperatura para el periodo 1968-2001 en Atienza 9 de octubre de 2012 |                                                                   |                                                                   |                                                                   |                                                                   |                                                                   |                                                                   |                                                                   |                                                                   |                                                                   |                                                                   |                                                                   |                                                                   |                                                                   |

### Geografía urbana

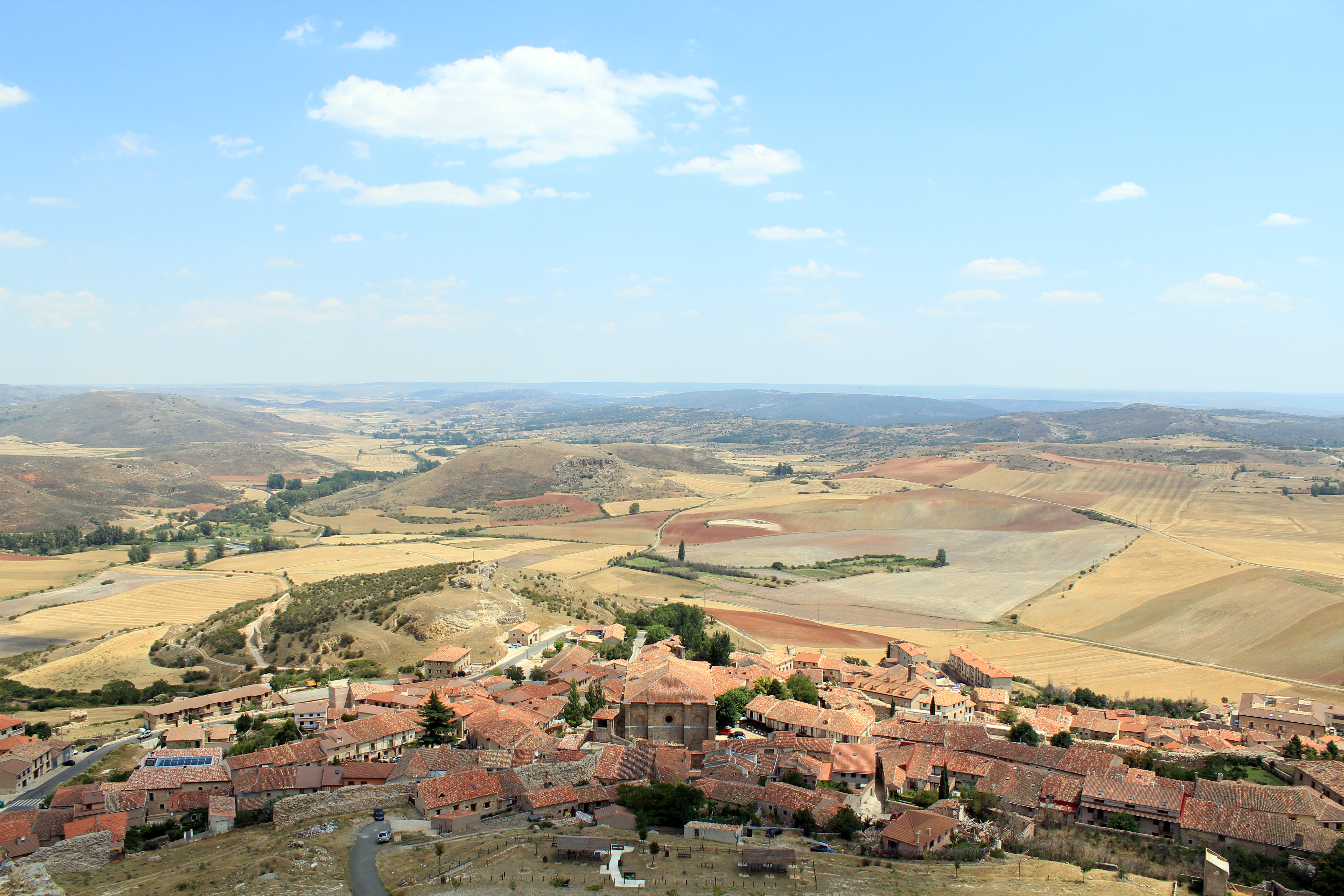
Vista desde el castillo

Tuvo gran esplendor en la Edad Media, lo que se refleja en su casco urbano. La villa se levanta en la ladera de un cerro, resultando un entramado de calles en cuesta; en la cima del cerro destaca la silueta del viejo castillo de Atienza. La villa así configurada resultaba fácilmente defendible en otras épocas.
Fuertemente amurallada, las murallas delimitaron la expansión de muchos de sus barrios. No obstante, también se construyeron arrabales, como el de Portacaballos, en la ladera sur del cerro. 
El casco urbano gira en torno a sus dos plazas más importantes: la de España (en donde se conserva el Ayuntamiento y la casa natal de Juan Bravo) y la del Trigo o de Don Bruno Pascual Ruilópez (con la iglesia de San Juan y la Casa del Cabildo), ambas bellamente asoportaladas. Estas dos plazas están separadas por el arco de San Juan o de Arrebatacapas.
La calle más importante dentro de su casco histórico es la calle de Cervantes, antiguamente llamada «de la Zapatería», con multitud de casas de época con escudos blasonados. Comunica la plaza del Trigo con la iglesia de la Santísima Trinidad y sirve de comienzo del camino que sube al castillo.

## Economía
Como cabecera de comarca sus recursos económicos principales son los relacionados con el sector servicios, principalmente comercios, hostelería y construcción, además de una industria cárnica. Actualmente la agricultura y la ganadería no ocupan a más de una docena de personas.

## Historia

### Edad Antigua y Media

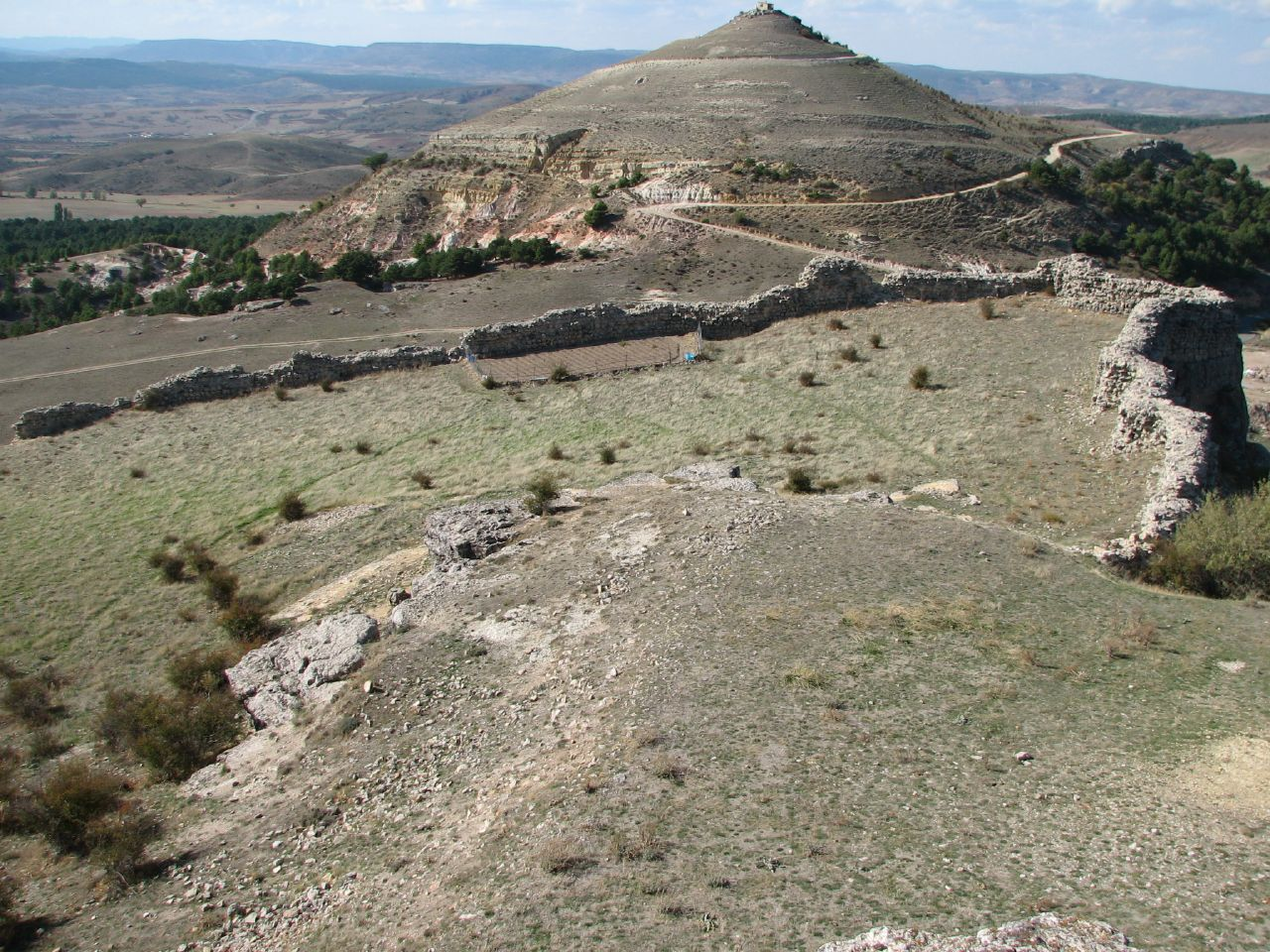
Vista del cerro del Padrastro

De orígenes remotos, esta villa es la antigua Titrhya, enclave arévaco que se resistió a los romanos a la vez que Numancia. Se han encontrado restos celtíberos en sus alrededores, en la necrópolis de Cerropozo.
Aunque también existen restos visigodos su época de esplendor vino en la Baja Edad Media, momento en que Atienza se convirtió en enclave de importancia estratégica al estar situada cerca de la frontera entre los dominios castellanos y los reinos musulmanes y también cerca de la frontera con Aragón. Rodrigo Díaz de Vivar, El Cid Campeador, pasó por estas tierras hacia el destierro, llamando a Atienza "peña muy fuerte", según la versión del Cantar. En el siglo XII, tras varios periodos de pertenencia castellana, Atienza fue arrebatada definitivamente a los musulmanes y pasó a formar parte del Reino de Castilla. 

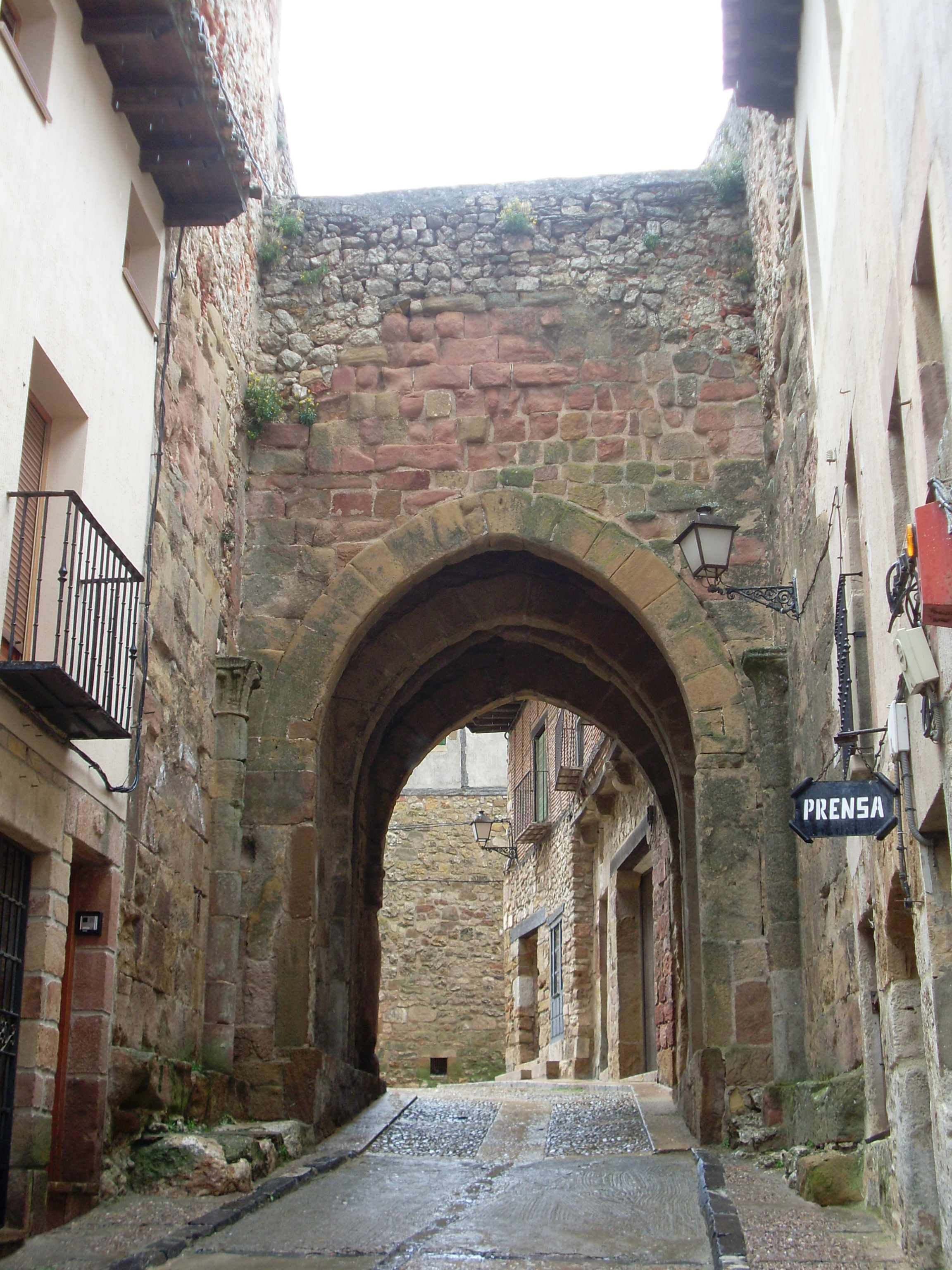
Arco de Arrebatacapas

Desde 1149 Atienza gozó de fuero, concedido por el rey Alfonso VII, estableciéndose la denominada Comunidad de Villa y Tierra de Atienza. La localidad se convirtió así en cabeza visible de una comarca con 131 aldeas y unos 2500 km² de extensión. Además, los reyes de Castilla aprovecharon el carácter fronterizo de la villa para promover, a través del fuero, la actividad mercantil: de hecho, en Atienza destacó el gremio de arrieros. 
Atienza se convirtió en una villa de gran fidelidad a los reyes de Castilla en una época de frecuentes revueltas nobiliarias. Muchos reyes castellanos pasaron aquí grandes temporadas fiados de la lealtad de la villa. Uno de los hechos más relevantes fue la salvación del joven rey Alfonso VIII, a mediados del siglo XII. El rey, que contaba solo con cuatro años de edad, era perseguido por los Infantes de Castro; refugiado en la villa, y cercada esta por tropas leonesas para hacerse con el niño, los habitantes de Atienza decidieron sacarle con los arrieros disfrazándole como uno de ellos. Desde entonces hasta el presente se celebra una fiesta el domingo de Pentecostés, la caballada de Atienza, de interés turístico, y existe una cofradía, la cofradía de la Santísima Trinidad, que afirma ser heredera de la antigua cofradía de arrieros que sacó de Atienza al rey Alfonso VIII.
Atienza llegó a contar con catorce iglesias además de un castillo, murallas y torres defensivas. A mediados del siglo XV su población sufrió una severa disminución, a raíz del sitio de la localidad por el condestable Álvaro de Luna en el contexto de la guerra con los infantes de Aragón, que supuso además la ruina de numerosos edificios.

### Edad Moderna y Contemporánea

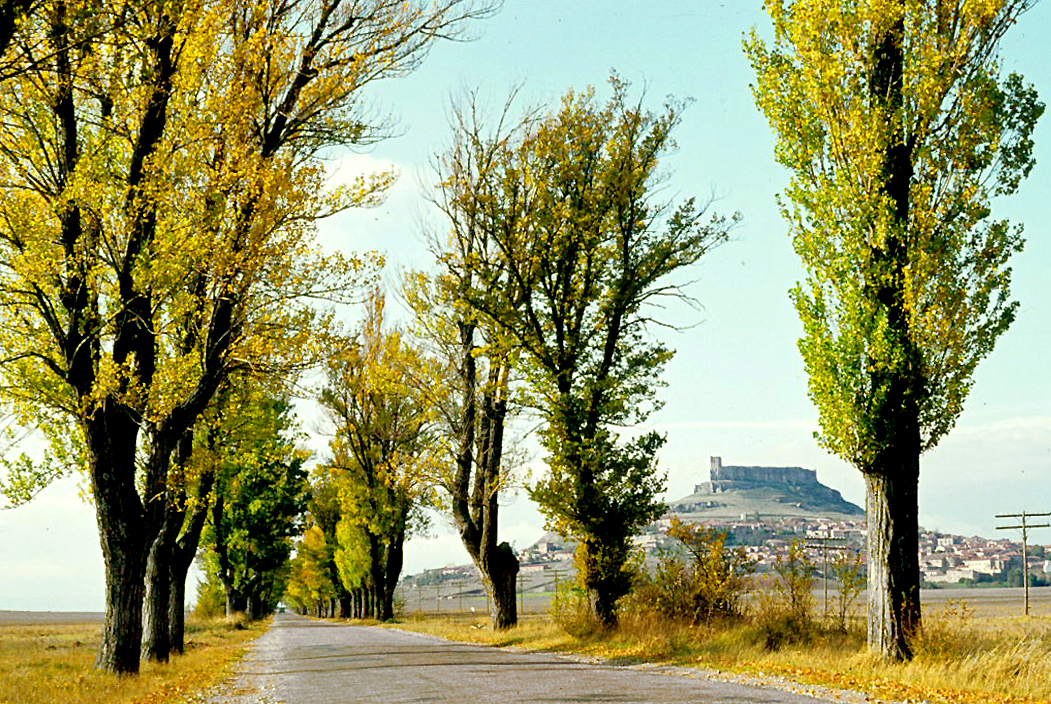
Atienza en la década de 1970

A partir del siglo XV perdió importancia, en favor de Sigüenza. Se vio perjudicada por la pérdida de su carácter de localidad fronteriza. La antaño floreciente actividad mercantil languideció en beneficio de otras rutas. En el siglo XIX se verá seriamente afectada por la Guerra de la Independencia. Fue cuartel general de El Empecinado, por lo que los franceses, al mando del general Duvernet, se ensañaron con ella en varias ocasiones, desvalijando las iglesias y saqueando las casas para posteriormente desportillar el castillo e incendiar gran parte de la villa. Desde 1833 forma parte de la provincia de Guadalajara, aunque anteriormente había formado parte de lo que se conocía como Castilla la Vieja y más tarde de la jurisdicción de Soria.

## Demografía
Atienza cuenta con una población de 422 habitantes (INE 2024).
| Gráfica de evolución demográfica de Atienza entre 1842 y 2021 |
| |
| Población de derecho según los censos de población del INE Población de hecho según los censos de población del INEEntre el censo de 1857 y el anterior, crece el término del municipio porque incorpora a Bochones Entre el censo de 1981 y el anterior, crece el término del municipio porque incorpora a Alpedroches y Madrigal |

### Núcleos de población

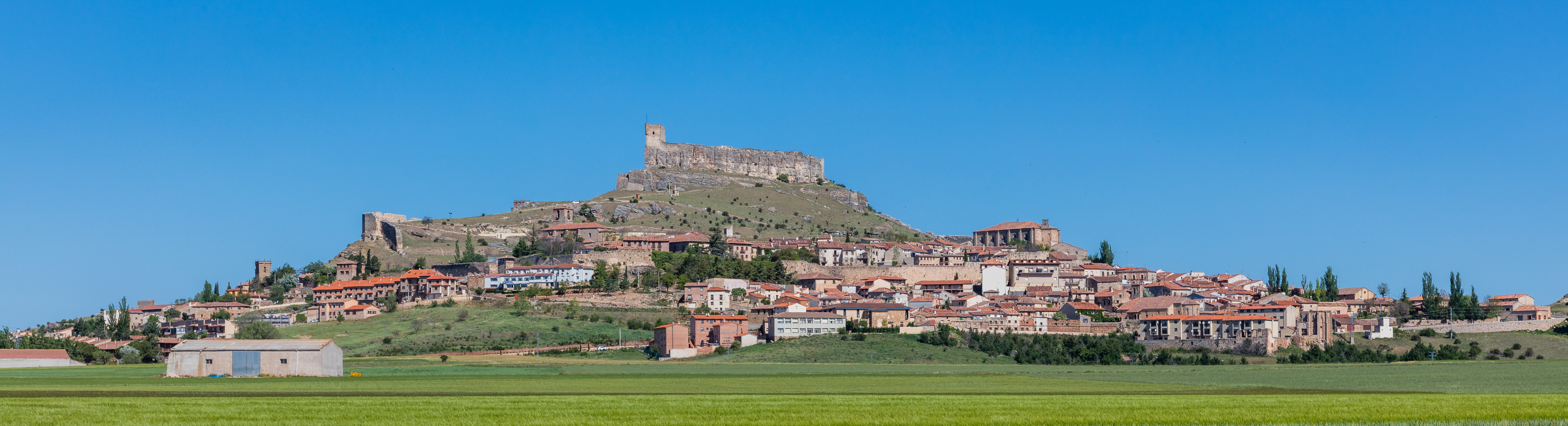
Vista general de Atienza

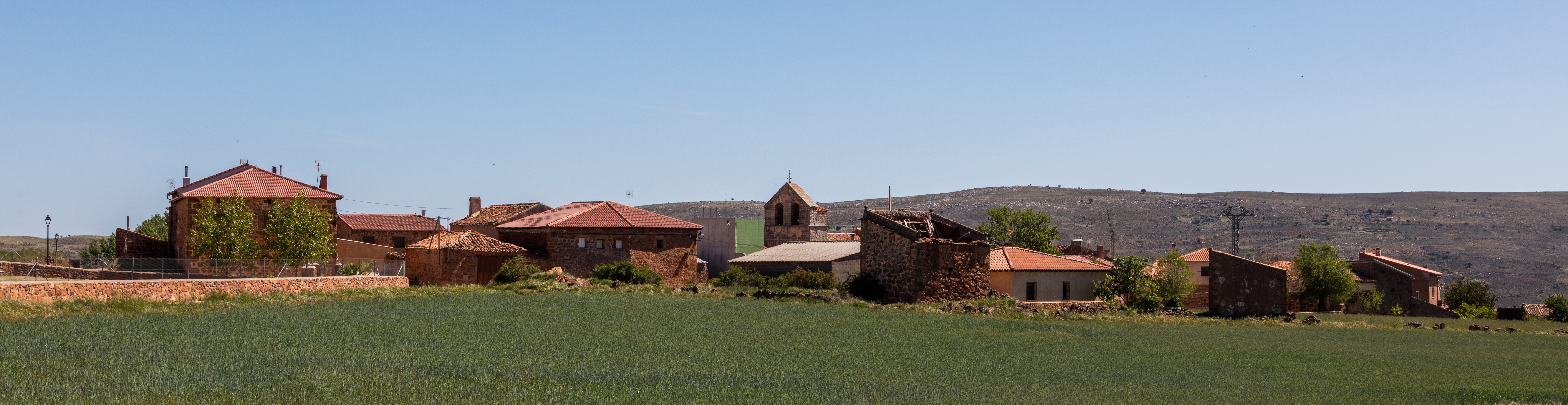
Pedanía de Casillas

| Entidades de población | Habitantes (2009) |
| ---------------------- | ----------------- |
| Alpedroches            | 2                 |
| Atienza                | 444               |
| Bochones               | 6                 |
| Casillas               | 7                 |
| Madrigal               | 7                 |

## Administración y política
| Periodo   | Nombre                      | Partido |
| --------- | --------------------------- | ------- |
| 1979-1983 | Jesús Peces Asenjo          | UCD     |
| 1983-1987 | Juan José Ruilópez Molinero | AP      |
| 1987-1991 | Juan José Ruilópez Molinero | AP      |
| 1991-1995 | Juan Jesús Asenjo Sanz      | PP      |
| 1995-1999 | Felipe López Izquierdo      | PP      |
| 1999-2003 | Felipe López Izquierdo      | PP      |
| 2003-2007 | Felipe López Izquierdo      | PP      |
| 2007-2011 | Felipe López Izquierdo      | PP      |
| 2011-2015 | Pedro Loranca Garcés        | PP      |
| 2015-2019 | Pedro Loranca Garcés        | PP      |
| 2019-2023 | Pedro Loranca Garcés        | PP      |
| 2023-act. | Pedro Loranca Garcés        | PP      |

## Arquitectura

### Arquitectura religiosa
La localidad llegó a tener en el pasado hasta catorce iglesias. En la actualidad quedan siete iglesias y tres ermitas, en diverso estado de conservación.

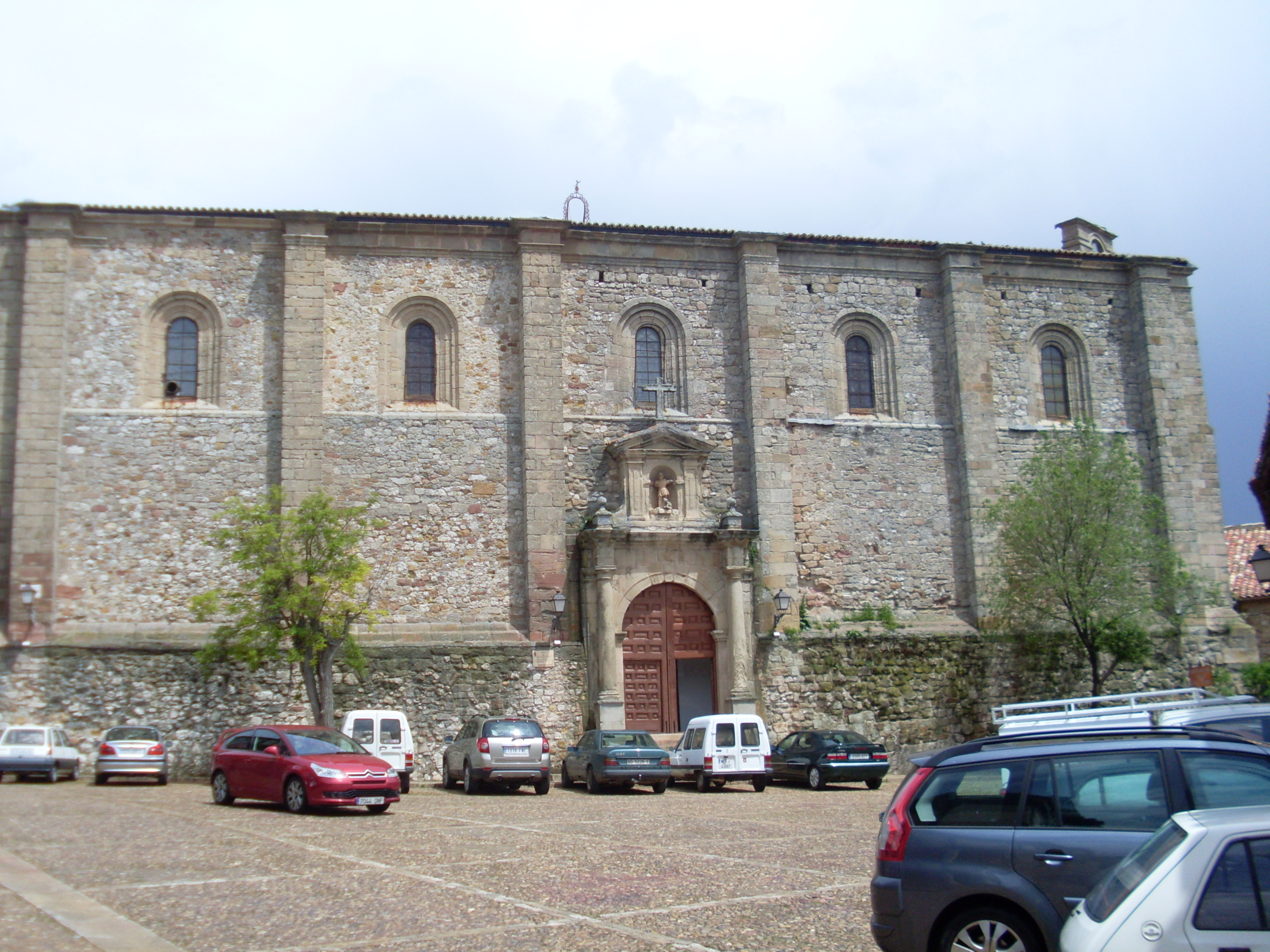
Iglesia de San Juan del Mercado en la plaza del Trigo o del Mercado.

La iglesia de San Juan del Mercado, dedicada a San Juan Bautista,es hoy día una iglesia parroquial abierta al culto. Fue iniciada en el siglo XII, pero se rehízo a fines del siglo XVI, en estilo renacentista. Su fachada está reforzada por contrafuertes de sillería y la portada es de líneas clásicas. En lo referente a su interior, la planta es de salón de tres naves, separadas por columnas cilíndricas, sobre las que se asientan las bóvedas. Su retablo principal consta de un cuerpo central y dos laterales, separados por dos columnas salomónicas, y es de estilo barroco, con pinturas de Alonso del Arco. Tiene ábside y coro alto con un órgano. 
La iglesia de San Gil es hoy un museo de arte sacro que alberga una colección del arte atencino de diversas épocas, además de una exposición de elementos arqueológicos. De su fábrica románica solo queda el ábside, del siglo XII, de planta semicircular y con columnas de decoración foliácea. Conserva una pila bautismal románica en su interior 

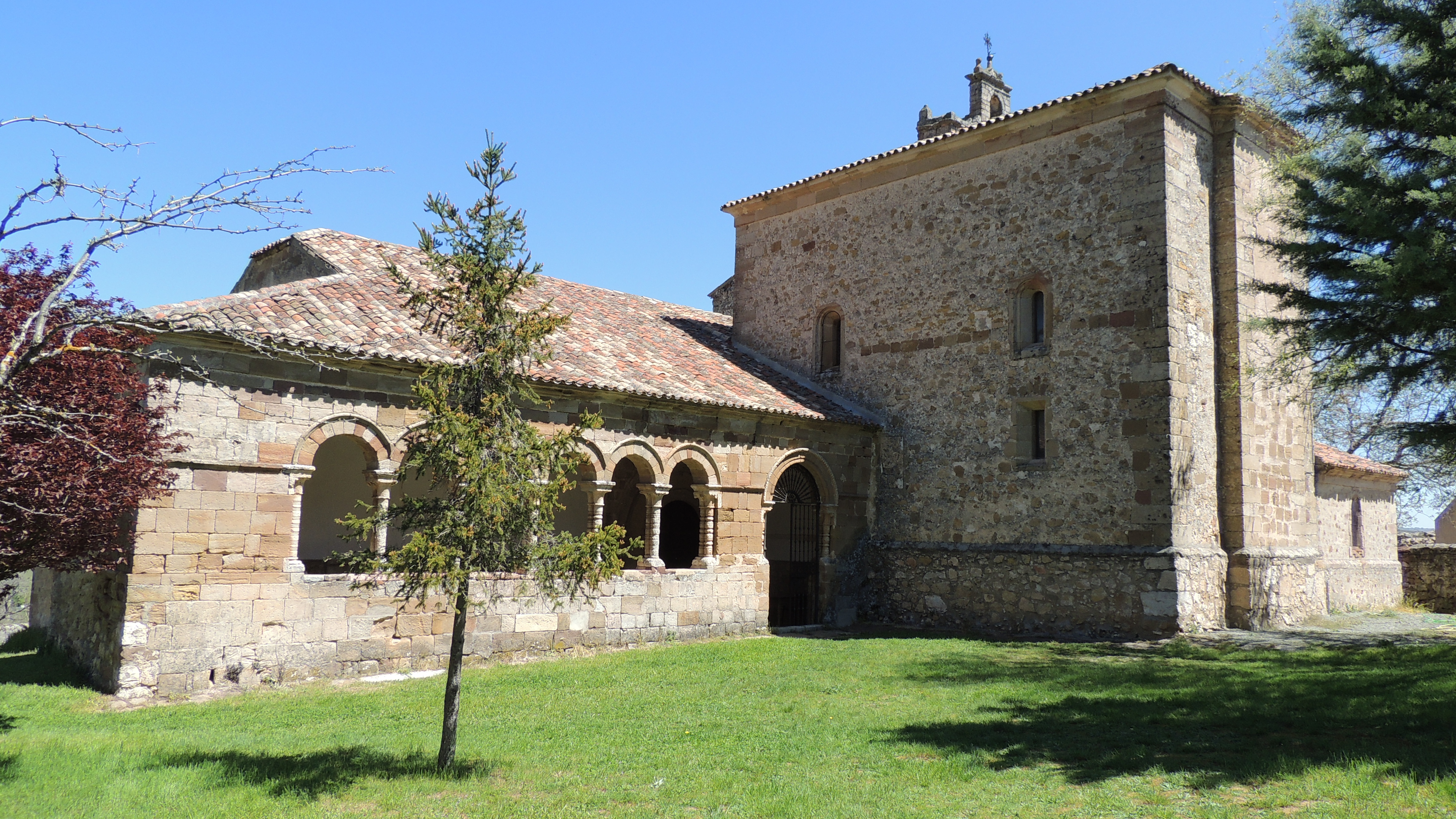
Iglesia de San Bartolomé

La iglesia de San Bartolomé se sitúa junto a la capa de murallas más externa. Es una obra de la primera mitad del siglo XIII, con ábside de planta cuadrada. Tiene delante una galería porticada con arcos de medio punto. De su interior destaca el retablo barroco del presbiterio, el gran arco triunfal que le precede y la capilla barroca del Cristo de Atienza, de 1703. Hoy en día, el templo está ocupado por un museo de arte sacro, que posee pinturas y esculturas, y una magnífica colección de piezas de paleontología. 
La iglesia de la Santísima Trinidad se emplaza hoy el Museo de la Caballada. Posee un ábside románico de influencia segoviana. El interior es de una sola nave, dividida en tres tramos, con coro alto a los pies. Su bóveda es de crucería con nervaduras. Destacan sus capillas gótica y renacentista, del Cristo de los Cuatro Clavos y de los Ortega, y la rococó de la Inmaculada Concepción, la cual fue donada a la villa por Felipe V en atención a la antes citada hospitalidad de Atienza para con el rey durante la guerra de sucesión. 
Al este se sitúa el convento de San Francisco, uno de los escasos ejemplos de gótico inglés en España. Se construyó a instancias de doña Catalina de Lancaster, esposa de Enrique III de Castilla, y señora de Atienza. Este convento perteneció a los franciscanos hasta la Desamortización de 1836. Desde entonces el edificio ha ido deteriorándose. Actualmente pertenece a un particular y se encuentra adosado a edificaciones, aunque el ábside aún se puede contemplar. 

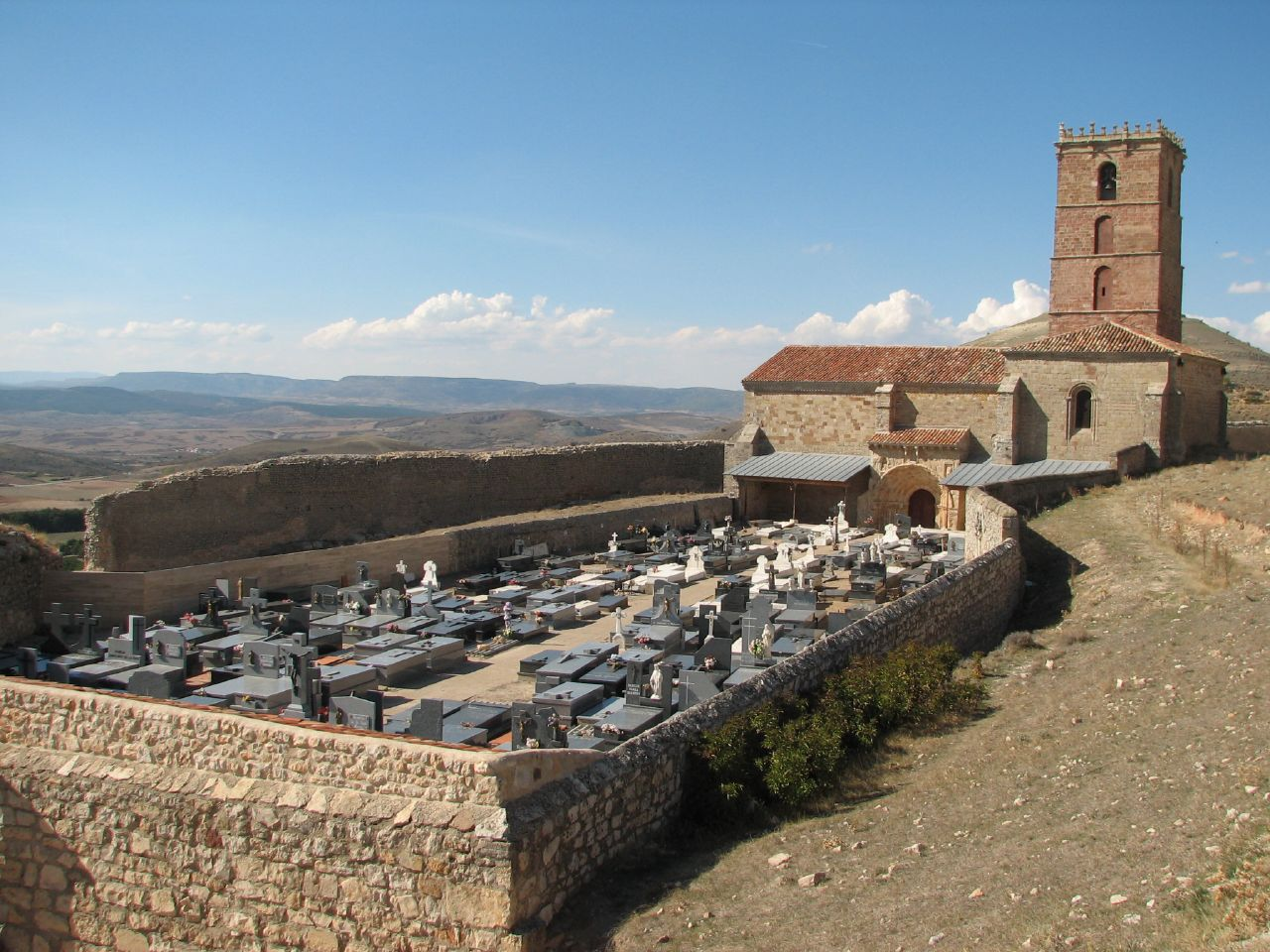
Cementerio e iglesia de Santa María del Rey

La iglesia de San Salvador, situada en el arrabal de Portacaballos, fue inicialmente de estilo románico. No obstante, fue demolida en el siglo XV y vuelta a construir, esta vez en estilo renacentista. Actualmente es la residencia de un particular. Es observable desde arriba por un hueco de la muralla próximo a la iglesia de Santa María del Rey, formando una de las estampas más representativas de la iconografía atencina. 
Las dos iglesias más antiguas del pueblo, ambas de estilo románico, son la de Santa María del Rey y la de Nuestra Señora del Val.[cita requerida]
La Iglesia de Santa María del Rey, al pie del castillo, fue construida en el siglo XII, por Alfonso I de Aragón. Hoy en día, el cementerio de la villa se encuentra adosado a la entrada principal de la iglesia. Se ha restaurado recientemente y es de una gran belleza, si bien se encuentra vacía en su interior ya que su altar fue trasladado después de la guerra civil a la iglesia de Torija, que había resultado destruido durante la guerra civil. Debe destacarse la pequeña puerta norte con inscripciones árabes. En esta iglesia se celebra misa el día de la Virgen de Agosto (15 de agosto). 

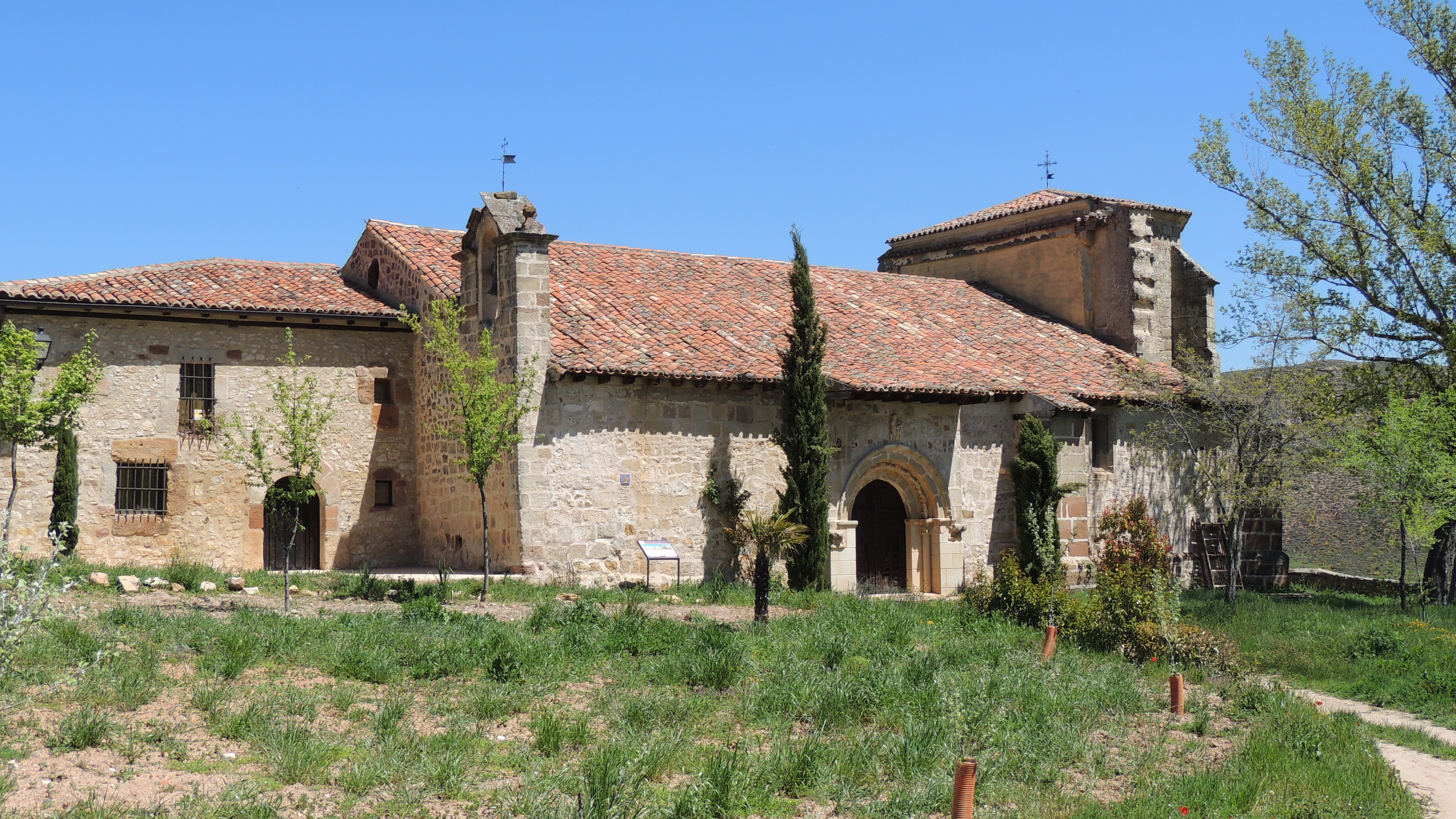
Iglesia de Nuestra Señora del Val

La iglesia de Nuestra Señora del Val, se encuentra extramuros de la villa, en la otra vertiente del pueblo, a unos 300 metros de la Puerta de la Salida y de la iglesia de San Bartolomé y según se indica en un capitel del arco de entrada, se construyó en el año 1138. De la iglesia románica solo queda el pórtico original, siendo después reformada en el siglo XVI. En el pórtico existe un arco donde se enrollan diez figuras; tres mujeres, seis hombres y un niño con tocados y peinados de la Edad Media. La posible interpretación de estas figuras, más comunes en el románico francés, es que representan un grupo de contorsionistas o feriantes, grupo social que tenía prohibida su entrada a la iglesia. La iglesia se encuentra vacía en la actualidad estando sus objetos distribuidos en los tres museos religiosos de la villa. En esta iglesia se celebran dos festividades; la bendición de los campos en las Cruces de Mayo y el día de la Virgen del Val (8 de septiembre) 
Entre las ermitas de Atienza se encuentran la ermita del Humilladero, la ermita de la Nuestra Señora de la Estrella (lugar de celebraciones de la popular fiesta de La Caballada) y la ermita de Santa Lucía.

### Arquitectura militar

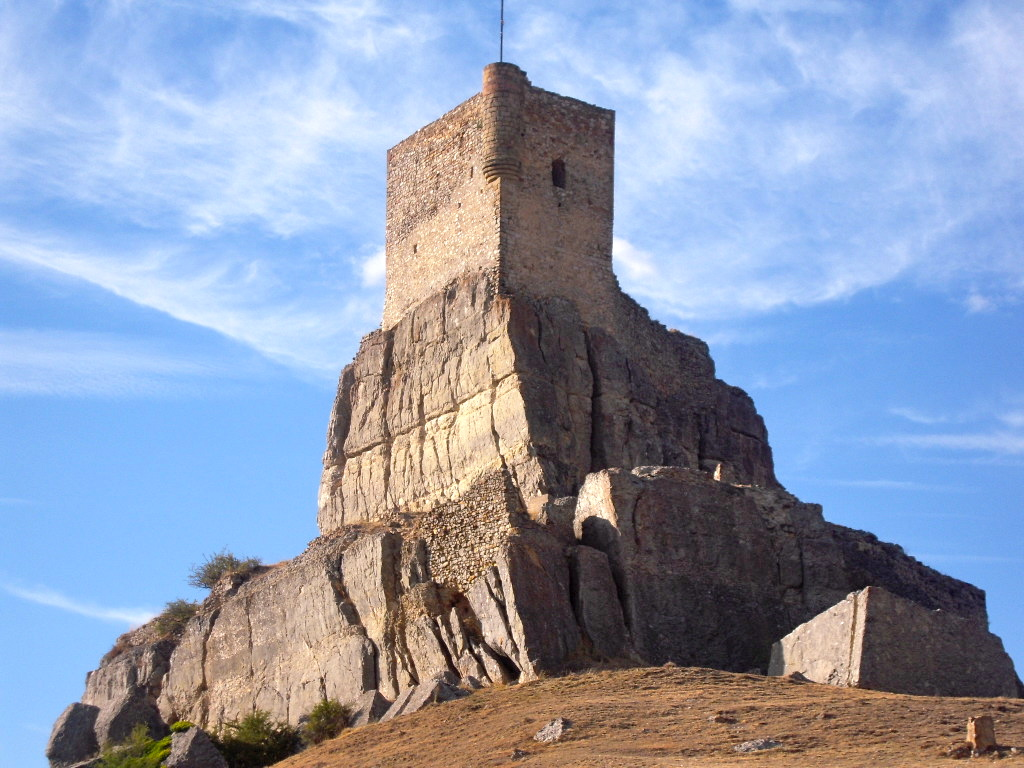
Castillo de Atienza

El castillo de Atienza, que domina el cerro en que está asentada la villa, es visible desde lejos. Se conserva la torre del homenaje que destaca sobre el espolón de roca y el recinto del patio de armas.
Atienza fue durante la Edad Media una villa fuertemente amurallada. Poseía dos tramos de murallas, de los que se conservan una buena parte de su recorrido en relativo buen estado de conservación. Algunos tramos conservan, incluso, torreones. Para atravesar los tramos de murallas existían arcos, de los cuales a día de hoy solo se conservan cuatro: el de la Salida (muy cerca de la iglesia de San Bartolomé), el de la Virgen (llamado así por una Inmaculada Concepción que aparece en la parte interna superior del arco), el de San Julián y el espectacular de San Juan, o de Arrebatacapas (sin duda, el de mayor valor monumental de los cuatro, que comunica las plazas del Trigo y de España). Del arco de Guerra, que pervivió hasta la primera mitad del siglo XX, aún se conservan las impostas.

### Arquitectura civil

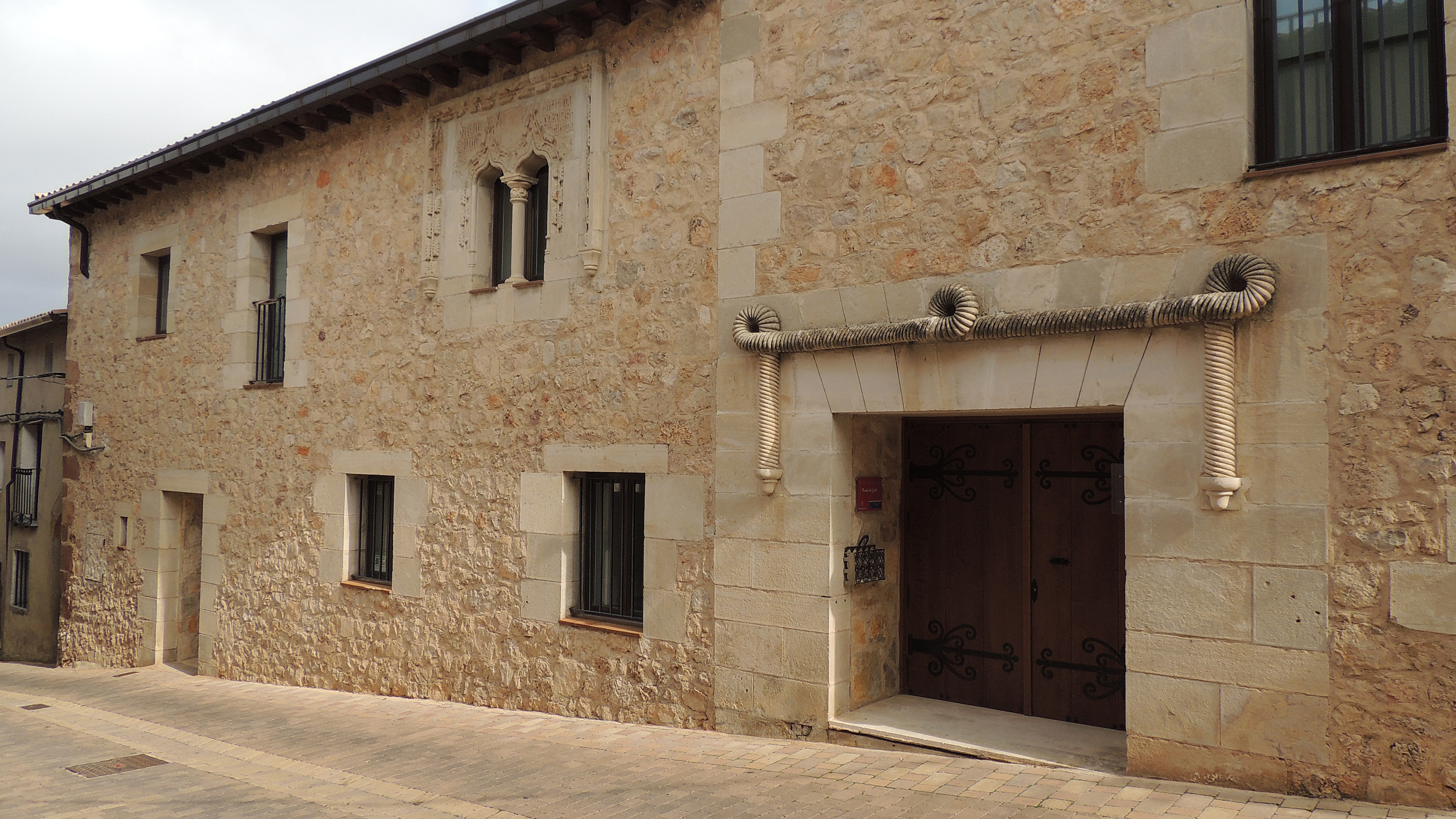
Casa del Cordón

Cerca de la plaza de España se conserva la Casa del Cordón, un palacio medieval en el que destaca un cordón rodeando el pórtico y un ventanal gótico en la fachada.
Destaca también el conjunto urbano alrededor de la plaza del Trigo o del Mercado, de estilo tradicional castellano, en cuyo costado se emplaza la iglesia de San Juan. Esta plaza responde al tipo de plazas mayores castellanas, con soportales con columnas de piedra y estructura de madera a la vista. Varias casas son medievales: son especialmente típicas la Casa del Cabildo. Era en esta plaza donde tenía lugar el Mercado de la villa y su comarca. Como ya se ha indicado, el arco de Arrebatacapas cierra uno de los lados de la plaza.
Hay varias casas blasonadas con los escudos de familias nobiliarias asentadas en otras épocas en Atienza. Destaca entre ellas la de los Bravo y Laguna, en la plaza de España que, según reza una placa en su fachada, fue el lugar de nacimiento del comunero Juan Bravo.

## Cultura

### Museos

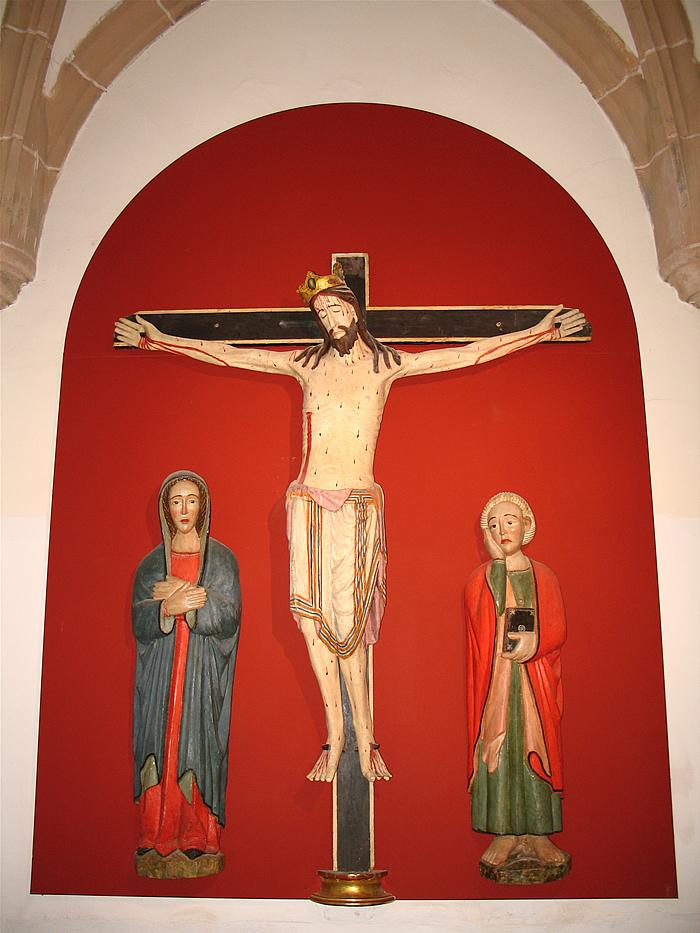
Calvario de la Iglesia de la Santísima Trinidad

En Atienza existen tres museos de arte religioso y uno etnográfico.
- En el museo de la iglesia de San Bartolomé existe una importante colección de arte sagrado, e incluye una buena colección de fósiles, seguramente la más importante de Castilla-La Mancha y una de las mejores de España: en ella destaca la colección de invertebrados.
- También hay una buena colección paleontológica en el Museo de San Gil, aunque destaca la colección de arte sagrado.
- En el museo de la Santísima Trinidad, además, se encuentra el museo de la Caballada de Atienza. Incluye diversos diplomas medievales concediendo privilegios a Atienza. Se debe admirar el diploma de Alfonso VIII por el que se regula la cofradía de la Santísima Trinidad, del siglo XII. Consiste en un pergamino denominado "Ordenanzas", en el que se detallan las obligaciones y derechos de sus miembros, además de delimitar las infracciones cometidas en las Juntas y en otros actos ordinarios o festivos de la Cofradía. Los tres museos son de titularidad eclesiástica.
- El cuarto museo en cuestión es el museo etnográfico centro de interpretación de la Cultura Tradicional de la Provincia de Guadalajara. Se encuentra en la ya mencionada Casa del Cordón. En él se pueden observar una amplísima y valiosa recopilación de objetos de toda índole de la vida tradicional de la provincia (instrumentos musicales, objetos de labranza, trajes tradicionales, objetos de la vida diaria y un muy amplio etcétera), además de exposiciones temporales. Se abrió al público en 2014. Alberga también la oficina de turismo de la localidad.

### Fiestas
Destaca la mencionada Caballada de Atienza que se celebra el domingo de Pentecostés, declarada Fiesta de Interés Turístico Provincial, Regional y Nacional. Consiste en una procesión a caballo a la cercana ermita de Nuestra Señora de la Estrella por parte de los miembros de la cofradía de la Santísima Trinidad, algunos de los cuales poseen el derecho de ir ataviados con largas capas negras. En la ermita se celebra una romería durante el día y, al atardecer, se trasladan a una zona cercana y celebran las cabalgadas entre los cofrades.
El viernes anterior al Domingo de Ramos, antiguamente llamado Viernes de Dolores, se celebra la fiesta de la Virgen de los Dolores, patrona de la ciudad. Se saca en procesión la imagen de la Patrona, precedida de una colección de coloridos faroles, que representan las oraciones del rosario.
El primer domingo de mayo se celebra la fiesta de las Santas Espinas. En la iglesia de la Santísima Trinidad se celebra Misa y se veneran estas reliquias; son unas espinas que según tradición pertenecen a la corona de espinas que pusieron a Jesucristo en su Pasión. Las reliquias se conservan en esta iglesia, y existe documentación fidedigna de la presencia de estas espinas desde la época de la reina Leonor de Castilla, donadas a ella por su sobrino el rey de Francia Luis IX.

Otra fiesta es la procesión del silencio. El Viernes Santo por la noche se sale en procesión con los mismos faroles iluminados del Viernes de Dolores (los faroles, originariamente, se sacaban en procesión únicamente el Viernes de Dolores; y, a partir del último tercio del siglo XX, se procedió a repetir su salida en la procesión del Viernes Santo). Acompañando a los faroles van una imagen de la Virgen de la Soledad y un Sepulcro de Cristo.

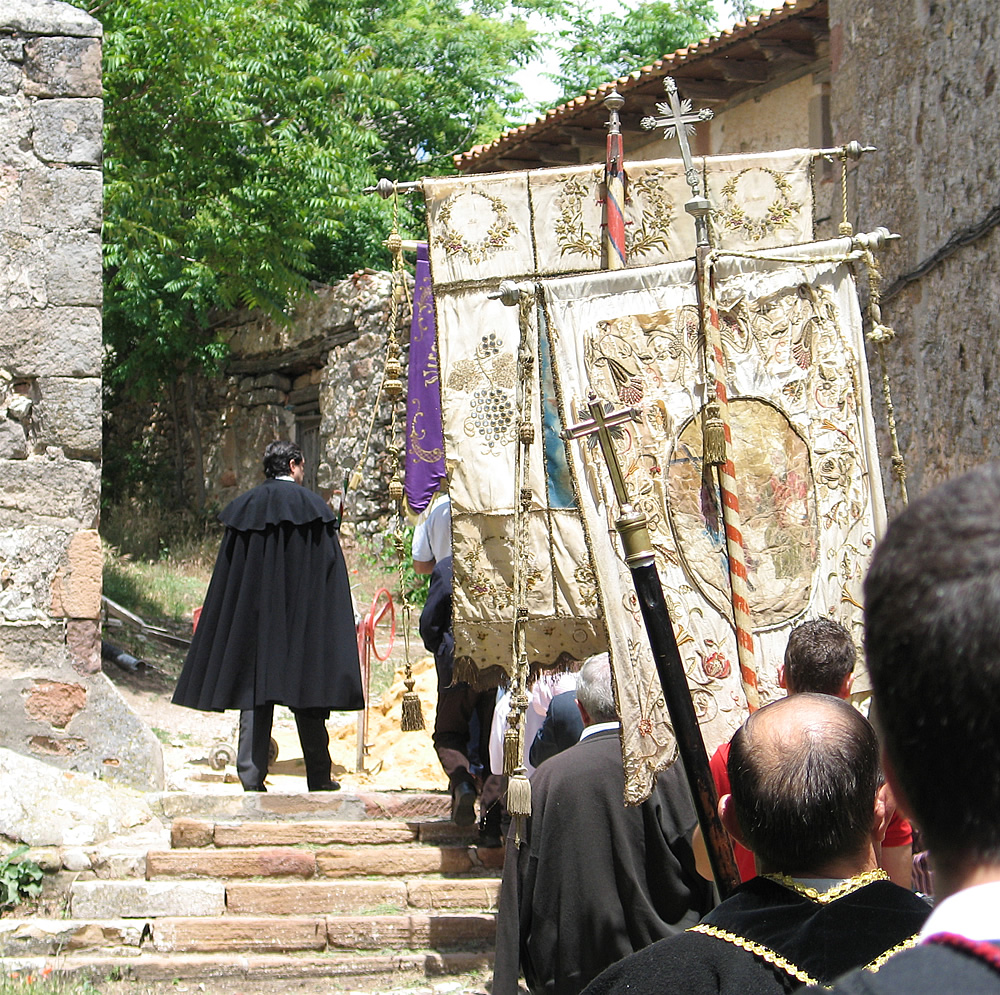
Procesión del Corpus Christi en la localidad

También se realiza la procesión del Corpus Christi, que transcurre desde la iglesia de la Santísima Trinidad a la de San Juan Bautista. En la procesión salen los niños que ese año hacen su Primera Comunión, además de los hermanos mayores (piostres) de todas las cofradías de Atienza. En todas estas procesiones los miembros de las cofradías van ataviados con capas castellanas a la antigua usanza.
El tercer fin de semana de agosto se celebran las fiestas patronales en honor de la imagen del Santísimo Cristo de Atienza. Las fiestas patronales de Atienza reúnen todos los ingredientes típicos de las fiestas de un pueblo, incluyendo espectáculos taurinos. Históricamente, las fiestas patronales se celebraban el 14 de septiembre, festividad de la Exaltación de la Santa Cruz. No obstante, en la década de 1980, todas las celebraciones se trasladaron al mes de agosto con el fin de atraer a un mayor número de visitantes. A pesar de ello, a efectos laborales, el Ayuntamiento de Atienza sigue manteniendo el 14 de septiembre como festividad local.
En 1966 empezó a celebrarse una muy interesante Cabalgata de Reyes Magos. Los pajes, vestidos con capas blancas y diversos atuendos, dependiendo del rey mago al que sirvan, bajan desde el Castillo al anochecer con antorchas. Al entrar al pueblo, los Reyes Magos montan a caballo y llegan hasta la plaza del Trigo, donde adoran al Niño Jesús de un belén viviente montado para la ocasión. En 2016 se celebró el 50 Aniversario de esta celebración ampliando los personajes del belén viviente.
Desde 2012 se viene celebrando en el mes de octubre la Feria Medieval. En ella se recrea un mercado medieval por el casco histórico del pueblo, viéndose acompañado de una serie de actividades inspiradas en el Medievo (actuaciones teatrales, peleas de caballeros, espectáculos de cetrería, etc).

## Turismo
Atienza forma parte del Camino del Cid, una ruta que une los puntos del recorrido del legendario héroe castellano en su destierro, existiendo en sus inmediaciones un Hito Cidiano. La localidad es también el inicio por el norte del Tramo 10 de la Ruta de Don Quijote, con motivo de lo cual existe en la falda del monte del castillo un área recreativa propia de esta ruta ecoturística estando el camino en dirección a Valdelcubo y Sigüenza señalizado mediante balizas y paneles informativos. De igual manera, forma parte de una de las rutas del Camino de Santiago, concretamente la que viene del Levante, conocida como Ruta de la Lana.
Está catalogado como uno de Los Pueblos Más Bonitos de España desde el año 2019 y pertenece desde entonces a la asociación homónima.